# Міяїті Рьо
Рьо Міяїті (яп. 宮市 亮, нар. 14 грудня 1992, Окадзакі) — японський футболіст, нападник, фланговий півзахисник клубу «Арсенал». Виступав, зокрема, за клуби Феєнорд та Болтон Вондерерз, а також національну збірну Японії.

## Клубна кар'єра
Народився 14 грудня 1992 року в місті Окадзакі. У дорослому футболі дебютував 2010 року виступами за команду клубу «Арсенал», в якій провів один сезон, взявши участь лише у 1 матчі чемпіонату.
У 2011 році, на правах оренди, захищав кольори команди клубу «Феєнорд».
Своєю грою за останню команду знову привернув увагу представників тренерського штабу клубу «Арсенал», до складу якого повернувся того ж року. Цього разу відіграв за «канонірів» наступний сезон своєї ігрової кар'єри.
Згодом з 2012 по 2013 рік грав у складі команд клубів «Болтон Вондерерз» та «Віган Атлетік».
До складу клубу «Арсенал» повернувся 2013 року. Наразі встиг відіграти за «канонірів» 1 матч в національному чемпіонаті.

## Виступи за збірні
2007 року дебютував у складі юнацької збірної Японії, взяв участь у 19 іграх на юнацькому рівні, відзначившись 10 забитими голами.
2012 року дебютував в офіційних матчах у складі національної збірної Японії. Наразі провів у формі головної команди країни 2 матчі.

## Титули і досягнення
- Чемпіон Японії: 2022
- Переможець Чемпіонату Східної Азії: 2022